# Quintavalle (cognome)
Quintavalle è un cognome di lingua italiana.

## Varianti
Quintavalla.

## Origine e diffusione
Il cognome è tipicamente centro-settentrionale.
Potrebbe derivare da un'unione dei cognomi Quinto e Valle o derivare da un toponimo.

## Persone
- Angelo Quintavalle (1947-2003) – calciatore italiano
- Antonio Quintavalle (1688?–1724?) – organista e compositore italiano
- Bruno Antonio Quintavalle (1891–1974) – dirigente d'azienda italiano
- Carlo Quintavalle (1932–1989) – giornalista e scrittore italiano
- Dario Quintavalle (1898–1978) – dirigente pubblico e magistrato italiano
- Ennio Quintavalle (1949) – ex cestista italiano
- Ferruccio Quintavalle (1863-1953) – storico italiano
- Ferruccio Quintavalle (1914-1998) – tennista e imprenditore italiano
- Giulia Quintavalle (1983) – judoka italiana
- Giuseppe Quintavalle (XIX secolo–XIX secolo) – medico e patriota italiano
- Pietro Paolo Quintavalle (?–1626) – vescovo cattolico e giurista italiano
- Ruggero Y. Quintavalle (1918–2003) – giornalista e scrittore italiano
- Uberto Paolo Quintavalle (1926–1997) – giornalista e scrittore italiano